# Tipula capucina
Tipula capucina är en tvåvingeart som beskrevs av Alexander 1947. Tipula capucina ingår i släktet Tipula och familjen storharkrankar.
Artens utbredningsområde är Venezuela. Inga underarter finns listade i Catalogue of Life.